# Alue Bade
Alue Bade is een bestuurslaag in het regentschap Aceh Utara van de provincie Atjeh, Indonesië. Alue Bade telt 127 inwoners (volkstelling 2010).